# Koggost
Koggost är en hårdost som tillverkades i Klintehamn på Gotland under 1980-talet.
Koggosten är ej att förväxla med 5-kilos Kagg som var grynpipig och som tillverkades åren 1958-1963 vid Hejde mejeri. Mejeriet var med i GLMF (Gotlands Mejeriförening), men lades senare ned. Deras Kagg-produktion övergick då till Sanda Mejeriförening som innehade mejeriet i Klintehamn. Klintehamnsmejeriet tillverkade även med tiden Edamer, Kogg, Herrgård och Svecia. Till en början kallades Kogg för Edamer.
1957 flyttade mejeriföreståndare Yngve Andersson från Kräklingbo mejeri på Gotland till Klintehamns mejeri som ingick i Sanda mejeriförening (ej med i GLMF), och startade 1961 produktion av en rundpipig Edamer (c:a 23% fett) i klotformat. Klintehamns mejeri exporterade 19 ton per månad till Syrien, Libanon och Algeriet. Yngve Andersson och ystmästare Ernfrid Nilsson fick idén om att öka fetthalten i osten till en ost (c:a 31% fett) och ystade ett kar inför en jul, redan nu i röd vax och inslagen i brandgul cellofan. Smaken blev krämigare än Edamer och slutsåldes snabbt på ön. Namnet blev Edamer, och storskalig produktion startade snart parallellt med Edamer.1969 flyttade Yngve Andersson till Enskede och Bertil Ingmansson övertog rollen som chef. Pressningen av osten, för att få osten befriad från vassle, gjordes först efter holländsk tradition i träformar av ek med järnomslag, senare övergick pressningen av osten i plastformar.
1980 ändrades namnet Edamer till Koggost och behöll sin tidigare ystningsprocess. Den var liksom tidigare en vällagrad, rundpipig, klotrund ost med rött vax. "Kogg" syftar på det medeltida handelsfartyget kogg, som ofta anlöpte Hansestaden Visby som såväl exporterade som importerade ost. Bertil Ingmansson prisades vid Ostmässan i Skara 1979 för Klintemejeriets Edamerost. Ostmästare Lars Lundin vann med en Koggost bronsmedalj vid VM i Ost i Green Bay i Wisconsin våren 1991.
Koggosten tillverkades i Klintehamn fram till den 31 juli 1991 då mejeriet lades ned. Tillverkningen flyttades sedan till Arlas mejeri i Gällstad söder om Ulricehamn, men kvaliteten blev aldrig densamma[källa behövs] och produktionen áv Koggosten där upphörde hösten 1995. Osten Blå Gotland skapades som en ersättare till Koggosten, men även den produktionen lades ned.
Vid en ceremoni på Stafva gårdsmejeri den 20 juni 2011 återlanserades Koggosten, som nu tillverkas av Stafva gårdsmejeri och marknadsförs av Wisby Ost. Det handlar även denna gång om den klotrunda Koggosten.